# Yorodougou
Yorodougou est une ville située à l'ouest de la Côte d'Ivoire et appartenant au département de Sipilou, dans la Région du Tonkpi. La localité de Yorodougou est un chef-lieu de sous-préfecture . Elle est également nommée Sèpleu .